# Wildkarspitze (Stubaier Alpen)
De Stubaier Wildkarspitze is een 3174 meter hoge berg in de Stubaier Alpen in de Oostenrijkse deelstaat Tirol.
Boven op de Stubaier Wildkarspitze is de Hochstubaihütte gebouwd. Deze berghut, toebehorend aan de sectie Dresden van de DAV, is daarmee ook de hoogstgelegen berghut in de Stubaier Alpen.
Naburige bergtoppen van de Stubaier Wildkarspitze zijn onder andere de Wilde Leck (3359 meter), de Windacher Daunkogel (3348 meter), de Warenkarseitenspitze (3347 meter) en de Stubaier Wildspitze (3341 meter). De berg ligt hemelsbreed ongeveer vijf kilometer ten noordoosten van Sölden.